# 木村陽二郎
木村陽二郎（きむら　ようじろう、1912年7月31日 - 2006年4月3日）は、日本の植物学者・科学史家。東京大学名誉教授。

## 経歴
1912年、山口県山口市生まれ。旧制長崎中学、旧制山口高校を経て、東京帝国大学理学部に進んだ。大学では中井猛之進に師事。卒業後の1938年、東京帝国大学副手に着任。1939年、同大学助手に昇進。1944年、学位論文『おとぎりそう科ノ研究』を提出して理学博士号を取得。
太平洋戦争後の1949年より、東京大学教養学部生物学科助教授。1960年に同教授に昇進。1973年に東京大学を定年退官し、名誉教授となった。その後は中央大学教授として教鞭をとった。学界では、日本植物分類学会の創設に尽力し、1977年から1980年まで会長を務めた。1983年に中央大学を退職。
2006年、神奈川県横浜市で死去した。

## 研究内容・業績
- 専門は植物分類学と生物学史。オトギリソウ科の研究から開始し、植物の分類系統、科学史、植物種や属の概念に関する研究を手がけた[1]。
- 科学史の分野では、植物分類学者としての視点からみた生物学史に業績を上げ、数多くの著書を残した[1]。
- 1994年にツュンベリー『江戸参府随行記』巻末解説[2]にて、江戸時代と自身の経験した大正・昭和初期を比較した上で、平成の日本を比較した見解を以下のように述べている。ツュンベリーのこの書を読むと、自分の小学生時代(1920年代)の日本を思い出す。ツュンベリーの時代と私の小学生のころの日本との差は、小学生のころと現在(1994年)の日本との差よりずっと少ないような気がして、やはり昔がなつかしくなるのである。

## 著作

### 著書
- 『生物学概論』新星社 1948
- 『おとぎりさう科　大日本植物誌』国立科学博物館、1951
- 『生物学』世界書院 1952 (基礎学選書)
- 『日本自然誌の成立 蘭学と本草学』中央公論社 1974 (自然選書)
- 『シーボルトと日本の植物 東西文化交流の源泉』恒和出版 1981 (恒和選書)
- 『自然科学概論』裳華房 1981
- 『ナチュラリストの系譜 近代生物学の成立史』中公新書 1983、ちくま学芸文庫 2021
- 『生物学史論集』八坂書房 1987
- 『私の植物散歩』筑摩書房 1987、ちくま学芸文庫 2012
- 『江戸期のナチュラリスト』朝日選書 1988、オンデマンド版2005
- 『原典による生命科学入門』講談社学術文庫 1992、ちくま学芸文庫 2012

### 共著ほか
- 『科学史』 有信堂 1971 (College books)
- 『原典による自然科学の歩み』 玉虫文一・渡辺正雄共著 講談社 1974 (原典による学術史)
- 『日本植物誌 シーボルト『フローラ・ヤポニカ』』大場秀章と共解説、八坂書房 1992、新版2000、2023

翻訳
- 科学思想のあゆみ Ch.シンガー 伊東俊太郎・平田寛共訳 岩波書店 1968